# Сегбвема
Сегбвема (англ. Segbwema) — город на юго-востоке Сьерра-Леоне, на территории Восточной провинции. Входит в состав округа Кайлахун.

## Географическое положение
Город находится в южной части провинции, к северо-западу от реки Моа, на расстоянии приблизительно 247 километров к востоку-юго-востоку (ESE) от столицы страны Фритауна. Абсолютная высота — 173 метра над уровнем моря.

## Население
По данным переписи 1985 года численность населения города составляла 8 267 человек.
Динамика численности населения города по годам:
| 1963  | 1974  | 1985  | 2013   |
| ----- | ----- | ----- | ------ |
| 6 258 | 6 915 | 8 267 | 16 810 |

В этническом составе населения преобладают представители народности менде.

## Транспорт
Ближайший аэропорт расположен в городе Тонго.